# Purí
Purí (urijsky ପୁରୀ) je město v indickém svazovém státě Urísa. Má přibližně dvě stě tisíc obyvatel a je správním střediskem svého okresu.

## Poloha a doprava
Purí leží v deltě Mahánadí přímo na pobřeží Bengálského zálivu přibližně šedesát kilometrů jižně od Bhuvanéšvaru, hlavního města Urísy. Z hlavního města přímo do Purí vede silnice NH316, která se v Purí větví na dvě větve vedoucí pár desítek kilometrů na východ a na západ podél pobřeží.

## Kultura a náboženství
Mezinárodně významné je Purí zejména jako poutní místo Kršnova kultu – k poctě Kršny se zde každoročně konají oslavy Ratha játrá, na které dorazí milióny lidí. Kromě toho je zde v průběhu roku další zhruba desítka větších a dvacítka menších poutí. Náboženství a náboženská turistika tak představují zhruba 80 % zdejšího hospodářství.
Z hlediska turistiky je navíc Purí nejbližším městem k Slunečnímu chrámu v Konáraku, který leží přibližně pětatřicet kilometrů východně podél pobřeží.